# Biguglia
Biguglia – miejscowość i gmina we Francji, w regionie Korsyka, w departamencie Górna Korsyka.
Według danych na rok 1990 gminę zamieszkiwały 4073 osoby, a gęstość zaludnienia wynosiła 183 osoby/km².